# Étrochey
Étrochey és un municipi francès, situat al departament de la Costa d'Or i a la regió de Borgonya - Franc Comtat. L'any 2007 tenia 235 habitants.

## Demografia

### Població
El 2007 la població de fet d'Étrochey era de 235 persones. Hi havia 68 famílies, de les quals 8 eren unipersonals (4 homes vivint sols i 4 dones vivint soles), 28 parelles sense fills, 28 parelles amb fills i 4 famílies monoparentals amb fills.
La població ha evolucionat segons el següent gràfic:
Habitants censats

### Habitatges
El 2007 hi havia 89 habitatges, 70 eren l'habitatge principal de la família, 12 eren segones residències i 7 estaven desocupats. 86 eren cases i 1 era un apartament. Dels 70 habitatges principals, 55 estaven ocupats pels seus propietaris, 14 estaven llogats i ocupats pels llogaters i 1 estava cedit a títol gratuït; 1 tenia dues cambres, 8 en tenien tres, 21 en tenien quatre i 40 en tenien cinc o més. 40 habitatges disposaven pel capbaix d'una plaça de pàrquing. A 27 habitatges hi havia un automòbil i a 36 n'hi havia dos o més.

### Piràmide de població
La piràmide de població per edats i sexe el 2009 era:
| Homes | Edats   | Dones |
| ----- | ------- | ----- |
| 0     | 95 o +  | 4     |
| 0     | 90 a 94 | 8     |
| 4     | 85 a 89 | 12    |
| 0     | 80 a 84 | 4     |
| 4     | 75 a 79 | 0     |
| 0     | 70 a 74 | 0     |
| 8     | 65 a 69 | 8     |
| 4     | 60 a 64 | 8     |
| 16    | 55 a 59 | 4     |
| 8     | 50 a 54 | 12    |
| 4     | 45 a 49 | 8     |
| 4     | 40 a 44 | 8     |
| 12    | 35 a 39 | 8     |
| 8     | 30 a 34 | 0     |
| 4     | 25 a 29 | 16    |
| 0     | 20 a 24 | 4     |
| 12    | 15 a 19 | 12    |
| 4     | 10 a 14 | 24    |
| 0     | 5 a 9   | 4     |
| 0     | 0 a 4   | 0     |

## Economia
El 2007 la població en edat de treballar era de 158 persones, 99 eren actives i 59 eren inactives. De les 99 persones actives 90 estaven ocupades (48 homes i 42 dones) i 9 estaven aturades (6 homes i 3 dones). De les 59 persones inactives 10 estaven jubilades, 24 estaven estudiant i 25 estaven classificades com a «altres inactius».

### Ingressos
El 2009 a Étrochey hi havia 74 unitats fiscals que integraven 186 persones, la mediana anual d'ingressos fiscals per persona era de 19.748 €.

### Activitats econòmiques
Dels 4 establiments que hi havia el 2007, 1 era d'una empresa extractiva, 1 d'una empresa de comerç i reparació d'automòbils, 1 d'una empresa de serveis i 1 d'una empresa classificada com a «altres activitats de serveis».
L'únic servei als particulars que hi havia el 2009 era un taller de reparació d'automòbils i de material agrícola.

## Poblacions més properes
El següent diagrama mostra les poblacions més properes.